# Municipio de Duncan (Illinois)
El municipio de Duncan (en inglés, Duncan Township) es un municipio del condado de Mercer, Illinois, Estados Unidos. Tiene una población estimada, a mediados de 2024, de 257 habitantes.

## Geografía
Está ubicado en las coordenadas 41°16′39″N 90°50′43″O / 41.27750, -90.84528 (41.277554, -90.845204). Según la Oficina del Censo, tiene una superficie de 94.89 km² de tierra firme y 0.005 km² de agua.

## Demografía
Según el censo de 2020, en ese momento había 301 personas residiendo en la zona. La densidad de población era de 3.2 hab./km². El 91.7 % de los habitantes eran blancos, el 0.7 % eran asiáticos, el 0.3 % era de otra raza y el 7.3 % eran de una mezcla de razas. Del total de la población, el 5.3 % eran hispanos o latinos de cualquier raza.